# Isauro Álvarez
Isauro Álvarez Alonso  (Trobajo del Cerecedo, León, 8 de noviembre de 1943) es un exfutbolista español que jugó en Primera División y formó parte de la plantilla del Real Betis Balompié y del Cádiz Club de Fútbol.

## Historial deportivo
Se inició en el equipo juvenil de la Cultural Leonesa, se trasladó a Ponferrada por motivos laborales y fue fichado por la Sociedad Deportiva Ponferradina donde jugó las temporadas 66/67 y 67/68, más tarde fue fichado por el Club Deportivo Castellón donde jugó la temporada 68/69 con ascenso a Segunda División y 69/70. Su progreso deportivo hizo que lo fichara el Real Betis Balompié entrenado por Antonio Barrios en la temporada 70/71, aquella temporada el equipo finalizó líder en la clasificación, siendo Isauro el máximo goleador del Betis con 12 tantos,  logrando el ascenso a la Primera División del fútbol español. En la temporada 72/73 fichó por el Cádiz Club de Fútbol, permaneciendo en este club cuatro temporadas hasta su retirada definitiva en 1976.
| Club                     | País   | Año     |
| ------------------------ | ------ | ------- |
| Ponferradina             | España | 1966-68 |
| Club Deportivo Castellón | España | 1968-70 |
| Real Betis Balompié      | España | 1970-72 |
| Cádiz Club de Futbol     | España | 1972-76 |